# Anacassis
Anacassis là một chi bọ cánh cứng trong họ Chrysomelidae.
Chi này được Spaeth miêu tả khoa học năm 1913.

## Các loài
Các loài trong chi này gồm:
- Anacassis fuscata (Klug, 1829)
- Anacassis nigroscutata Swietojanska, 2003